# Cosmopterix tenax
Cosmopterix tenax là một loài bướm đêm thuộc họ Cosmopterigidae. Loài này có ở Colombia.
Cá thể trưởng thành được ghi nhận vào tháng 5.